# Power Rangers Beast Morphers
Power Rangers Beast Morphers è la ventesima serie del franchise statunitense Power Rangers, la prima a essere prodotta da Hasbro Studios, Lionsgate Television. Utilizza scene e costumi della serie Super sentai giapponese del 2012 Tokumei Sentai Go-Busters, una serie cronologicamente anteriore ai precedenti adattamenti che in un primo momento era stata saltata. Va in onda dal 2 marzo 2019 sul canale statunitense Nickelodeon e in Italia dal 26 agosto 2019 su Boing.
È la prima serie del franchise ad avere il merchandise prodotto e distribuito da Hasbro e a utilizzare il nuovo logo introdotto nel 2018. Saban Brands, che deteneva i diritti del franchise Power Rangers, è stata infatti acquisita da Hasbro e successivamente chiusa nel luglio del 2018.

## Trama
Nell'immaginaria città di Coral Harbor una nuova squadra di Rangers viene creata combinando il DNA animale con una sostanza chiamata "Morph-X". Evox, un virus informatico che comunica per mezzo di un ologramma, vuole impossessarsi della fonte dei loro poteri: il "Morphin Grid".

## Episodi
La prima stagione è in onda negli USA su Nickelodeon dal 2 marzo 2019 e in Italia su Boing in anteprima dal 26 agosto dello stesso anno, mentre regolarmente dal 7 settembre. La seconda è trasmessa sempre da Nickelodeon negli Stati Uniti dal 22 febbraio 2020, in Italia dal 12 ottobre seguente su Boing, all'interno del contenitore L'Ora dell'Eroe.
| Stagione         | Episodi | Prima TV USA | Prima TV Italia |
| ---------------- | ------- | ------------ | --------------- |
| Prima stagione   | 22      | 2019         | 2019            |
| Seconda stagione | 22      | 2020         | 2020            |

## Personaggi e interpreti

### Rangers
- Devon Daniels/Red Beast Morpher Ranger, interpretato da Rorrie D. Travis[11][12], doppiato da Alessandro Germano.
Leader dei Rangers, Devon è il figlio del Maggiore Daniels. È cintura marrone di karate, adora i videogiochi e molto meno lavorare. Dopo aver scoperto che suo padre sta per partire per un viaggio verso la sede della Grid Battleforce, copia il codice a barre del pass del genitore e viene scambiato per un impiegato, venendo condotto al Morphing Lab, dove assiste a un sabotaggio da parte di Evox. In quel momento ottiene da Nate il suo potere di Red Ranger, mentre il suo DNA viene legato al ghepardo. Il suo Zord è Racer Zord.
- Ravi Shaw/Blue Beast Morpher Ranger, interpretato da Jasmeet Baduwalia[11][12], doppiato da Davide Farronato.
È un cadetto della Grid Battleforce nonché figlio del comandante Shaw. Ha una relazione con Roxy, che successivamente decide di interrompere per rispettare la regola stabilita che vieta relazioni tra Rangers. Il suo DNA è unito a quello del Gorilla e il suo Zord è Wheeler Zord.
- Zoey Reeves/Yellow Beast Morpher Ranger, interpretata da Jacqueline Scislowski[11][12], doppiata da Elena Bedino.
È una ex cadeta della Grid Battleforce, poi esclusa dal programma e successivamente riassegnata alla lavanderia. Accidentalmente rimane coinvolta nel sabotaggio di Evox e Nate le dona i poteri del Ranger Giallo. Il suo DNA è fuso con quello di Lepre. Il suo Zord è Chopper Zord.
- Nate Silva/Gold Beast Morpher Ranger, interpretato da Abraham Rodriguez[11][12], doppiato da Tommaso Zalone.
 Ragazzo prodigio, è il capo ricercatore che coordina il Grid Battleforce, e che ha sviluppato il Morph-X come forma di energia sostenibile e pulita. Ha di fondo creato i Beast Morphers Rangers, unendosi a loro successivamente come Gold Ranger. Il suo DNA è unito a quello della Mantide. Il suo Zord è Wrecker Zord.
- Steel Silva/Silver Beast Morpher Ranger, interpretato da Jamie Linehan[11][12], doppiato da Oliviero Cappellini.
È BeastBot, ovvero un androide che diventerà il Silver Beast Morpher Ranger. Il suo Zord è il Jet Zord e ha il potere dello scarabeo, unito a del DNA umano.

## Produzione
Il 12 febbraio 2018 Saban Brands ha annunciato di aver rinnovato la sua partnership con Nickelodeon per ulteriori tre anni, cioè fino al 2021. Il 15 febbraio 2018, tramite una dichiarazione congiunta, Saban ha reso noto che non avrebbe rinnovato la sua licenza con l'azienda produttrice di giocattoli Bandai in scadenza il 1º aprile del 2019, mettendo così termine a un accordo venticinquennale risalente al 1993 con la prima serie. Il giorno seguente, durante l'annuale Toy Fair di New York, Hasbro ha comunicato di avere acquisito da Saban Brands i diritti per il merchandise e che il contratto prevedeva anche la possibilità di acquisire l'intero franchise da Saban Brands in un secondo momento; nella stessa occasione è stato svelato il nuovo logo del franchise Power Rangers. Il 17 febbraio Hasbro ha annunciato che i nuovi giocattoli, giochi e oggetti ispirati al franchise sarebbero stati introdotti sul mercato nell'aprile del 2019 e che la prima serie a utilizzare il nuovo logo sarebbe stata Power Rangers Beast Morphers, prodotta adattando la serie Super sentai Tokumei Sentai Go-Busters.
Il 1º maggio 2018 Hasbro ha ufficializzato l'acquisizione del franchise Power Rangers da Saban Brands tramite un accordo di 522 milioni di dollari. Il 25 maggio 2018 è stato rivelato che Saban Brands si stava preparando a licenziare la maggior parte dei suoi dipendenti e a cessare l'attività di Saban Brands il 2 luglio 2018, sebbene la società madre Saban Capital Group avrebbe continuato a operare.
Il produttore esecutivo è nuovamente Chip Lynn, già presente in diverse serie del franchise anche in qualità di showrunner. Gli autori della colonna sonora sono Noam Kaniel e Youssef Guezoum.

## Promozione
Un primo teaser trailer viene mostrato alla Power Morphicon 2018 di Anaheim, una conferenza biennale dedicata al franchise. Il 15 febbraio 2019, alla Toy Fair di New York, viene annunciato che la serie avrebbe debuttato su Nickelodeon il 2 marzo; il 23 febbraio successivo viene pubblicato il trailer.